# Vazha Margvelashvili
Vazha Margvelashvili (em georgiano: ვაჟა მარგველაშვილი; Mingrélia-Alta Suanécia, 3 de outubro de 1993) é um judoca georgiano. Ele ganhou a medalha de ouro no Campeonato Europeu de Judô de 2016 e a medalha de prata nos Jogos Olímpicos de Verão de 2020 no evento masculino de 66 kg.
Em 2021, ele conquistou uma das medalhas de bronze no evento Mestres Mundiais de Judô, realizado em Doha, no Catar. Alguns meses depois, ele ganhou a medalha de prata no evento masculino até 66 kg no Campeonato Europeu de Judô de 2021, realizado em Lisboa, Portugal.